# Valeri Gazzáiev

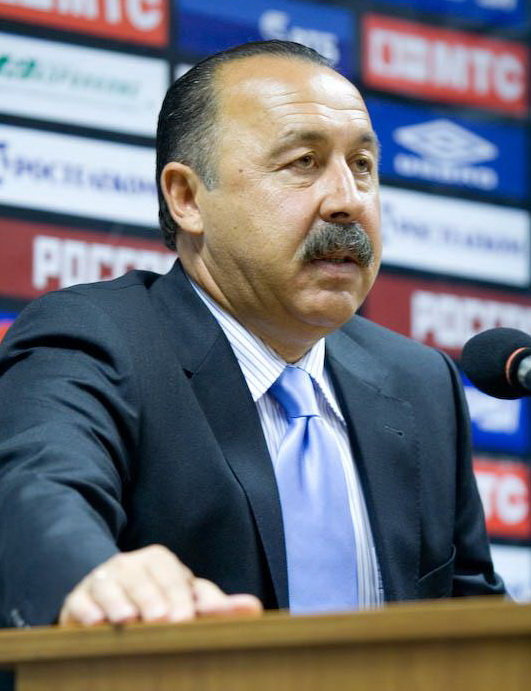
Valeri Gazzáiev en junio de 2010.

Valeri Gueórguievich Gazzáiev (en ruso: Валерий Георгиевич Газзаев, en osetio: Гæззаты Георгийы фырт Валерæ) exfutbolista de Rusia, actual presidente y entrenador del Alania Vladikavkaz de la Liga Premier de Rusia desde 2012 compagina los dos cargos. Como futbolista jugó de delantero disfrutando de éxitos tanto con el Dynamo Moscú, así como con la Unión Soviética en los Juegos Olímpicos.
Valeri Gazzáiev se convirtió en entrenador en 1989. Su mayor éxito fue con el CSKA de Moscú de 2004 a 2008, donde Gazzáiev ganó todos los títulos de Rusia posibles, tres veces cada uno, así como la Copa de la UEFA 2005. Es considerado uno de los mejores entrenadores de fútbol que ha surgido de la antigua Unión Soviética, a causa de estos logros.

## Carrera como jugador

### Primera Liga Soviética
Gazzáiev nació el 7 de agosto de 1954 en Ordzhonikidze, URSS, ahora Vladikavkaz, Rusia. Comenzó su carrera como delantero en su natal Spartak Ordzhonikidze de la Primera Liga Soviética. En 1974, se trasladó al FK SKA Rostov del Don, que consiguió el ascenso a la Primera Liga Soviética a la Primera División de la URSS después de un segundo puesto en la final de la temporada. Sin embargo, Gazzáiev abandonó el Spartak Ordzhonikidze, ya que no era uno de los principales jugadores del SKA Rostov-on-Don.

### Primera División de la URSS
En la Liga Top Soviética, Gazzáiev jugó en Lokomotiv Moscú, Dynamo de Moscú, y Dinamo Tbilisi.
Gazzáiev ganó la Copa de la Unión Soviética con el Dynamo de Moscú en 1984. Durante su carrera anotó 89 goles en 283 partidos en la Primera División de la URSS, y fue el máximo goleador de la Recopa de Europa 1984-85.

## Carrera internacional
Se convirtió en el campeón de Europa sub-23 campeona de Europa con la URSS en 1976 y sub-21 campeona de Europa en 1980. También ganó la medalla de bronce con la URSS, en la Juegos Olímpicos de Verano en Moscú.

## Carrera como técnico
Después de terminar su carrera como jugador en 1986 Gazzáiev se convirtió en el entrenador del equipo juvenil del Dinamo de Moscú antes de trasladarse a trabajar con los clubes profesionales. Su primer gran éxito como director fue ganar la Liga Premier de Rusia con el Alania Vladikavkaz en 1995.
Más títulos consiguió cuando Gazzáiev fichó como nuevo entrenador del CSKA de Moscú. Con ellos ganó el Copa de la UEFA 2004-05, así como la Liga Premier de Rusia en 2003, 2005 y 2006, y la Copa de Rusia en 2002, 2005 y 2006. Pero el 5 de diciembre de 2008 dejó el CSKA de Moscú. El CSKA de Moscú de Gazzáiev se convirtió en el primer equipo de la Federación Rusa que consiguió ganar una competición europea desde la caída de la Unión Soviética.
El 26 de mayo de 2009, el exentrenador del CSKA de Moscú fue nombrado como el nuevo entrenador de Dinamo de Kiev, firmando un contrato de tres años (hasta el año 2012).

## Personal
Es primo de Yuri Gazzáiev.

## Galardones
Es miembro de la Orden de la Amistad y Orden de Honor.

### Jugador
FK SKA Rostov del Don
- Primera Liga Soviética subcampeón: 1974[4]

 Dynamo Moscow
- Primera División de la URSS: 1976
- Copa de la Unión Soviética: 1977, 1984
- Supercopa de la URSS: 1977
- Trofeo Ciudad de Barcelona: 1976

### Técnico
Alania Vladikavkaz
- Premier League de Rusia: 1995

 CSKA Moscú
- Copa de la UEFA: 2004-05
- Premier League de Rusia: 2003, 2005, 2006
- Copa de Rusia: 2002, 2005, 2006
- Supercopa de Rusia: 2004, 2006, 2007

 Dinamo de Kiev
- Supercopa de Ucrania: 2009